# Міло (Нью-Йорк)
Міло (англ. Milo) — місто (англ. town) в США, в окрузі Єйтс штату Нью-Йорк. Населення — 6803 особи (2020).

## Демографія
Згідно з переписом 2010 року, у місті мешкало 7006 осіб у 2938 домогосподарствах у складі 1751 родини. Було 3619 помешкань
Расовий склад населення:
| - 96,5 % — білих - 0,9 % — чорних або афроамериканців - 0,4 % — азіатів - 0,1 % — корінних американців |

До двох чи більше рас належало 1,5 %. Частка іспаномовних становила 2,2 % від усіх жителів.
За віковим діапазоном населення розподілялося таким чином: 25,1 % — особи молодші 18 років, 57,5 % — особи у віці 18—64 років, 17,4 % — особи у віці 65 років та старші. Медіана віку мешканця становила 40,4 року. На 100 осіб жіночої статі у місті припадало 92,3 чоловіків;  на 100 жінок у віці від 18 років та старших — 90,4 чоловіків також старших 18 років.
Середній дохід на одне домашнє господарство  становив 51 591 долар США (медіана — 37 054), а середній дохід на одну сім'ю — 64 899 доларів (медіана — 54 922). Медіана доходів становила 36 392 долари для чоловіків та 30 805 доларів для жінок. За межею бідності перебувало 17,8 % осіб, у тому числі 25,1 % дітей у віці до 18 років та 13,5 % осіб у віці 65 років та старших.
Цивільне працевлаштоване населення становило 3015 осіб. Основні галузі зайнятості: освіта, охорона здоров'я та соціальна допомога — 25,7 %, роздрібна торгівля — 14,9 %, виробництво — 10,6 %, мистецтво, розваги та відпочинок — 7,7 %.